# Joseph-Ovide Turgeon
Joseph-Ovide Turgeon (1797 – 9 novembre 1856) est une personnalité politique du Bas-Canada.  

## Biographie
Il est né à Terrebonne en 1797, un cousin de Louis Turgeon et a étudié au Petit Séminaire de Montréal. Il s'est rendu aux États-Unis avant de s'installer à nouveau à Terrebonne. Il a été nommé commissaire chargé de prolonger la route Effingham à Killkenny en 1830. Turgeon a été élu à l'Assemblée législative du Bas-Canada à Comté d'Effingham en 1824 en tant que membre du parti canadien et est réélu en 1827. En 1830, il est élu à nouveau, cette fois dans Terrebonne. Turgeon a voté en faveur des quatre-vingt-douze résolutions. Il a été nommé au Conseil législatif de la province du Canada en 1848 et est mort en fonction à Terrebonne en 1856.  
Sa fille épouse plus tard Charles Laberge, membre de l'Assemblée législative et son fils a épousé la fille adoptive d'Amable Berthelot.